# Charles Dubost
Charles Dubost (ur. 1 października 1914, zm. 11 stycznia 1991) – francuski chirurg i kardiochirurg. Był pionierem w kardiochirurgii i chirurgii naczyniowej.

## Życiorys
Urodził się w rodzinie farmaceutów. Studia medyczne ukończył na Wydziale Lekarskim w Paryżu. Rozpoczął staż na chirurgii ogólnej. Był stażystą, gdy wybuchła II wojna światowa i po zmobilizowaniu służył jako porucznik-lekarz. Pojmany do niewoli, uciekł i dołączył do ruchu oporu.
Po wojnie Dubost wznowił staż w pod kierunkiem François de Gaudart d'Allaines, znanego ówczesnego chirurga,  którego został asystentem.
W 1946 Dubost został asystentem-chirurgiem w paryskich szpitalach. Oddział chirurgii ogólnej w Broussais Hospital, kierowany przez Henri Mondora, zyskał wówczas sławę dzięki pracy Dubosta na polu chirurgii przewodu pokarmowego.
W 1947 roku de Gaudart d'Allaines zaprosił Alfreda Blalocka i Henry'ego Bahnsona do Paryża, aby pokazali swój sposób leczenia „błękitnych dzieci" (Blue baby syndrome). Dubost był pod wrażeniem talentu tych chirurgów z Baltimore. Postanowił zmienić specjalizację i poświęcić się kardiochirurgii, przy wsparciu Gaudart d'Allaines. Ten ostatni zarezerwował dla niego kilka łóżek w jego oddziale do leczenia „dzieci niebieskich".
W marcu 1951 Dubost był „pierwszym na świecie chirurgiem, który z powodzeniem operował tętniaka aorty brzusznej” u 50-letniego mężczyzny z lewego nacięciem piersiowo-brzusznego i 15 cm homograftem pobranym od 20-letniej kobiety, która zmarła 3 tygodnie wcześniej. Operacja ta wstrząsnęła światem chirurgii i zainspirowała kilku chirurgów w Europie i Stanach Zjednoczonych.
W 1954 Dubost zaprojektował i zastosował mechaniczny rozszerzacz z dwoma równoległymi ruchomymi ramionami, który można było wprowadzić przez uszko do lewego przedsionka i następnie w zwężone ujście zastawki mitralnej i je poszerzyć.
W 1955 został profesorem chirurgii. W tym samym roku wprowadził innowacje w chirurgii serca, używając płuco-serca do operacyjnego zamknięcia ubytku w przegrodzie międzykomorowej na otwartym sercu. W 1959 jako pierwszy z powodzeiem podjął próbę oczyszczenia ujścia tętnic wieńcowych ze złogów wapniowych.
W 1963 został następcą de Gaudart d'Allaines w Broussais.
W 1968, po raz pierwszy w Europie, przeprowadził z powodzeniem przeszczep serca (pacjent przeżył 523 dni).
Został wybrany do Francuskiej Akademii Nauk w 1975 (sekcja medycyny i chirurgii) i 1976 (sekcja biologii człowieka i nauk medycznych).
Dubost przeszedł na emeryturę w 1982. Zmarł w 1991 w wieku 76 lat w Paryżu.

## Nagrody i wyróżnienia
- Krzyż Wojenny (Francja) (Croix de Guerre) 1940
- Legia Honorowa (IV klasa – Oficer (Officier))[6]
- Francuska Akademia Nauk w 1975 (sekcja medycyny i chirurgii) i 1976 (sekcja biologii człowieka i nauk medycznych)[6][9]